# Hao123
hao123网址之家是一个导航网站，目前在百度公司旗下營運。该网站将中国大陆较为常用的网站分门别类，并包括百度搜索引擎，便于浏览和检索。目前该网站已推出英文、阿拉伯文（埃及）、葡萄牙文（巴西）、泰文（泰国）等版本。網站被指控使用「首頁綁架」等不法手段進入電腦，在用戶不知情的情況下進行監控或控制等不法行為。

## 历史
hao123是广东兴宁人李兴平始建于1999年5月的一个网站。1999年，李兴平在当地的一家网吧担任网吧管理员。由于工作期间，他发现很多网民的网络知识水準低，难以访问一些常见的站点并查询信息，为帮助网民解决困难，他把当时中国大陆的主流网站和网络服务分门别类，按用途排列组合，建成导航网站，起初取名“网址大全”，后来正式命名为“hao123 网址之家”。
由于hao123页面简洁，广泛收录主流网站的网址，满足了大批中国网民快捷访问网络的需求，该网站迅速发展为著名中文导航类网站，其界面设计也为大量导航网站所仿效。
2004年8月31日，被百度出资5000万人民币收购，成为百度公司旗下网站，此后在百度首页及“百度产品大全（页面存档备份，存于）”都有hao123的链接。
2011年9月起开始推出泰文等外语版本，然而由于百度杀毒软件会强制设置hao123为IE首页，被泰国网民抵制。

## 客户端
hao123为Windows设计了“hao123桌面版”及“百度浏览器hao123专版”，并为iPhone、Android设计了手机客户端应用，以帮助电脑和手机使用者通过hao123快捷访问常用网站。

## 非法行為
hao123使用非法的「首頁綁架」手段，强制首页设置为hao123，濫開視窗，在未经允许或用户不知情的情况下利用后台监视用户的网络活动，偷窃个人隐私，都沒有經過使用者同意，或是根本沒有移除手段。「hao123 綁架」等關鍵字始終列在搜尋排行榜上。此項服務被各大網路論壇列為黑名單或視同後門攻擊，也被大多数第三方防毒软件列为病毒。